# Église Notre-Dame (Dijon)
De Église Notre-Dame is een 13e-eeuws kerkgebouw in de Franse stad Dijon. De westelijke gevel wordt gekenmerkt door drie portalen met daarboven twee etages met decoratieve waterspuwers. 

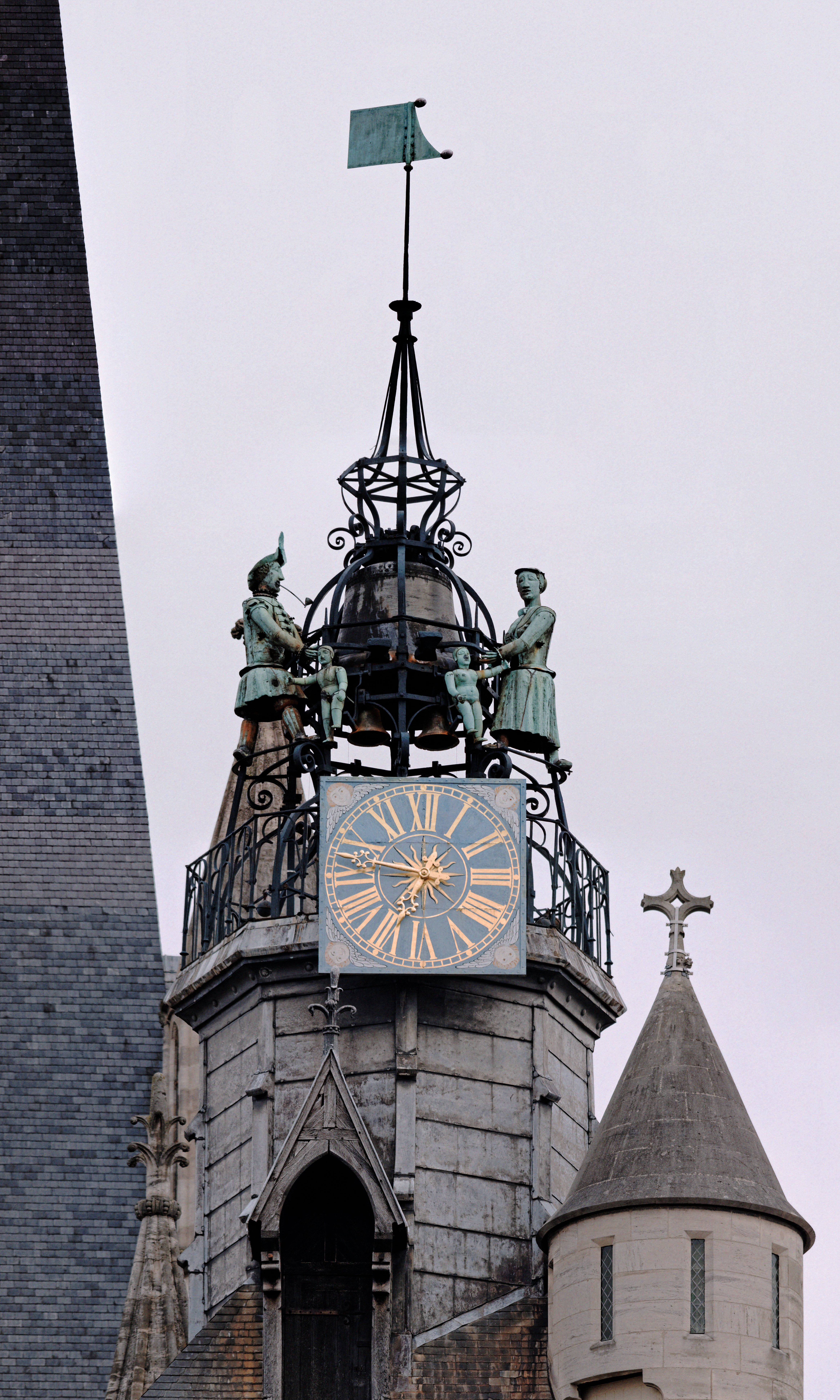
De klokkenslagersfamilie Jaquemart

De kerk heeft een Vlaamse jaquemart die door hertog Filips de Stoute werd weggevoerd uit Kortrijk na de Slag bij Westrozebeke (1382). Vanaf 1458 gaven de Dijonezen deze Kortrijkse uurslager de naam Jaquemart. Ze voegden er in 1651 een vrouwelijk beeldje aan toe, Jacqueline, om de halve uren te slaan. In of kort na 1714 voegden ze er een zoontje Jacquelinet aan toe en in 1884 een dochtertje Jacquelinette. Deze twee kinderen slaan om kwart vóór en kwart over het hele uur op kleinere klokken.
In de kerk bevindt zich een 11e-eeuws houten standbeeld van Notre-Dame-de-Bon-Espoir (Onze-Lieve-Vrouw van de Goede Hoop) dat ook Vièrge noire (Zwarte Maagd) wordt genoemd.
Het kerkgebouw is sinds 1840 een historisch monument.